# هوارماریپایوک
هوارماریپایوک (به اسپانیایی: Huarmaripayoc) یک کوه در پرو است که در پرو واقع شده‌است. هوارماریپایوک ۵٬۰۰۰ متر بالاتر از سطح دریا واقع شده‌است.